# The Mist (série télévisée)
Pour les articles homonymes, voir Brume (homonymie) et The Mist.
 (septembre 2017).
Si vous disposez d'ouvrages ou d'articles de référence ou si vous connaissez des sites web de qualité traitant du thème abordé ici, merci de compléter l'article en donnant les références utiles à sa vérifiabilité et en les liant à la section « Notes et références ».
The Mist, ou Brume au Québec, est une série télévisée dramatique horrifique américaine en dix épisodes de 45 minutes, créée par Christian Torpe et diffusée entre le 22 juin et le 24 août 2017 sur Spike. Il s'agit de l'adaptation de la nouvelle du même nom de Stephen King.
Dans tous les pays francophones, la série est diffusée depuis le 25 août 2017 en version française et originale sur Netflix.

## Synopsis
Une épaisse et mystérieuse brume sème la panique dans la ville de Bridgeville dans le Maine. Ses habitants sont obligés de se réfugier et à survivre. La brume fait apparaître de la folie chez les personnes qui sont dedans. Elle va permettre aussi de rétablir la vérité autour de certains mystères.

## Distribution

### Acteurs principaux
- Morgan Spector (VF : Jérémy Bardeau) : Kevin Copeland
- Alyssa Sutherland (VF : Adeline Moreau) : Eve Copeland
- Gus Birney (VF : Kaycie Chase) : Alex Copeland
- Danica Curcic (VF : Delphine Braillon) : Mia Lambert
- Okezie Morro (VF : Diouc Koma) : Bryan Hunt / Jonah Dixon
- Luke Cosgrove (VF : Gauthier Battoue) : Jay Heisel
- Darren Pettie (VF : Gilles Morvan) : Connor Heisel
- Russell Posner (VF : Arthur Pestel) : Adrian Gars
- Frances Conroy (VF : Anne Rochant) : Nathalie Raven

### Acteurs secondaires
- Dan Butler (VF : Maurice Decoster) : Père Romanov
- Romaine Waite (en) (VF : Raphaël Cohen) : Kyle
- Holly Deveaux (en) (VF : Ludivine Maffren) : Zoe
- Erik Knudsen (VF : Benoît Du Pac) : Vic
- Jonathan Malen (en) (VF : Stanislas Forlani) : Ted
- Alexandra Ordolis (VF : Anne-Charlotte Piau) : Shelley DeWitt
- Christopher Gray (VF : Clément Moreau) : Tyler Denton
- Irene Bedard (VF : Marine Tuja) : Kimi Lucero
- Nabeel El Khafif (VF : Franck Sportis) : Raj Al-Fayed
- Isiah Whitlock Jr. (VF : Frantz Confiac) : Gus Bradley
- Greg Hovanessian (VF : Sébastien Ossard) : Wes Foster
- Dylan Authors (VF : Benjamin Bollen) : Link
- Laurie Hanley (VF : Sandrine Moaligou) : Ursula
- Bill Carr : Howard

## Production
Le 26 septembre 2017, la série est annulée.

### Fiche technique
- Titre original et français : The Mist
- Titre québécois : Brume
- Création : Christian Torpe
- Scénario : Peter Biegen, Noah Griffith, Peter Macmanus, Amanda Segel, Daniel Stewart, Daniel Talbott et Andrew Wilder, d’après la nouvelle Brume (The Mist) de Stephen King
- Casting : John Buchan, Alexa L. Fogel et Jason Knight
- Direction artistique : Dan Webster
- Décors : Terry Quennell et Matt Likely
- Costumes : Lorna Marie Mugan
- Photographie : André Pienaar
- Montage : Robert Berman, Devon Greene, Marc Pollon et Robb Sullivan
- Musique : Giona Ostinelli
- Production : Guy J. Louthan et Amanda Segel
- Sociétés de production : Dimension Television
- Société de distribution : Netflix
- Pays d'origine :  États-Unis
- Langue originale : anglais
- Format : couleur - numérique
- Genre : drame horrifique
- Durée : 45 minutes

## Épisodes
1. Pilote (Pilot)
2. Le Manque (Withdrawal)
3. L'Exposé (Show and Tell)
4. Le Péquod (Pequod)
5. La Salle d'attente (The Waiting Room)
6. L'Ennemi du mal (The Devil You Know)
7. Rationnement (Over the River and Through the Woods)
8. La Loi de la nature (The Law of Nature)
9. Rêve éveillé (The Waking Dream)
10. Le Dixième Repas (The Tenth Meal)